# Mesquita (Minas Gerais)
Mesquita é um município brasileiro no interior do estado de Minas Gerais, Região Sudeste do país. Localiza-se no Vale do Rio Doce e pertence ao colar metropolitano do Vale do Aço. Sua população foi estimada em 5 038 habitantes em 2024.

## História
A área onde está situado o atual município de Mesquita fora ocupada originalmente pelos índios Botocudos, sendo explorada pela primeira vez pelo Barão de Mesquita, por volta de 1850, a quem o nome da cidade homenageia. Em seguida, tem-se a chegada de Pedro Martins de Carvalho, que instalou uma fazenda e mais tarde doou boa parte de suas terras à Igreja Católica, dedicando-as a Santo Antônio, o que abriu espaço para a formação do povoado de Santo Antônio de Caratinga. Dado o desenvolvimento observado, pelo decreto nº 102, de 10 de junho de 1860, foi criado o distrito, subordinado a Santana dos Ferros (atual Ferros), emancipando-se com a denominação de Mesquita pela lei estadual nº 843, de 7 de setembro de 1923.
Ao emancipar-se, Mesquita estava composta pela sede municipal e pelo distrito de Santana do Paraíso. Pelo decreto-lei estadual nº 148, de 17 de dezembro de 1938, foi adquirido do município de Ferros o distrito de Joanésia e pelo decreto-lei estadual nº 1058, de 31 de dezembro de 1943, houve a criação do distrito de Belo Oriente. A partir da década de 1950, todos os distritos que até então faziam parte de Mesquita foram emancipados. Joanésia foi elevada à categoria de município pela lei estadual nº 1.039, de 12 de dezembro de 1953; Belo Oriente foi emancipada pela lei estadual nº 2.764, de 30 de dezembro de 1962; e Santana do Paraíso emancipou-se pela lei estadual nº 10.704, de 27 de abril de 1992. Pela lei nº 1672, de 12 de abril de 1999, foi criado o distrito de Barra Grande de Mesquita.

## Geografia
De acordo com a divisão regional vigente desde 2017, instituída pelo IBGE, o município pertence às Regiões Geográficas Intermediária e Imediata de Ipatinga. Até então, com a vigência das divisões em microrregiões e mesorregiões, fazia parte da microrregião de Ipatinga, que por sua vez estava incluída na mesorregião do Vale do Rio Doce.

## Turismo
Mesquita é conhecida tradicionalmente pela Festa de Santo Antônio, realizada todo o mês de junho. O evento reúne milhares de participantes, com a queima da tradicional fogueira de 20 metros de altura. O município possui vários pontos turísticos, dentre eles: Lagoa do Budeca, Cachoeira dos Britos, Cachoeira do Tamanduá e a Torre de TV, que é propicia à prática de voo livre. A pracinha da cidade, situada em seu centro, concentra um considerável movimento noturno, especialmente nos finais de semana, quando as pessoas se reúnem para ouvir música, contar causos e namorar.[carece de fontes?]

## Esportes
A cidade teve, principalmente até o início dos anos 2000, dois times de futebol com intensa rivalidade: O Barcelona e o Royal. O Barcelona tem origens populares, sendo criado no bairro Morro do Cruzeiro, periferia da cidade, nos idos do anos 70, e tem um uniforme alvirrubro. Recebeu jogadores do Cruzeiro e do Atlético-MG para jogos amistosos até os anos 80, além de disputar campeonatos locais de futebol amador, como a Copa Itatiaia . Já o Royal, apesar da rivalidade, não chegou a ter tanto destaque no cenário local, sendo o representante do outro lado da cidade, o bairro Campo Real. Veste uniforme preto e branco.

## Cultura
A cidade de Mesquita tem na Festa de Santo Antônio, que acontece nos meses de junho, sua expressão cultural centenária, movimentando a cultura e economia da cidade. Teve durante muitos anos eventos como cavalgadas, rodeios e marujadas, que nos últimos anos passaram a ser feitas em raros momentos. Possui alguns casarões históricos datados do início do século XX. Uma das filhas mais notáveis da cidade foi Maria Lúcia Godoy uma das mais importantes cantoras líricas brasileiras, famosa pela gravação das Bachianas brasileiras nº 5, de Villa-Lobos e por participações em diversos filmes. O poeta e filósofo Vander Vieira  e a Doutora em Educação e professora da Universidade Federal dos Vales do Jequitinhonha e Mucuri, Maria Socorro de Lima Costa , são alguns intelectuais notáveis nascidos na cidade. 